# Arnold Burenius
Arnold Burenius, auch: Arnold Wormach, Arnold Warwick (* um den 1. Februar 1485 in Bauernschaft Ahlde bei Emsbüren; † 16. August 1566 in Rostock) war ein deutscher Humanist und Professor für Philosophie an der Universität Rostock.

## Leben
Arnold Burenius studierte ab 1508 an der Universität Wittenberg und wurde ein Freund von Philipp Melanchthon und Martin Luther. Auf Empfehlung Melanchthons kam er an den Hof des Schweriner Herzogs Heinrich V. und wurde dort ab 1524 Lehrer von Magnus III. von Mecklenburg, dem späteren Bischof von Schwerin.
1532 ernannte ihn Heinrich V. zum Professor der Rhetorik in Rostock und Leiter der Regentie „Adlersburg“, die er zu einem Pädagogium nach Wittenberger Vorbild umgestaltete. So leitete er die Reform der Artistenfakultät Rostock ein. Ihm verdankte die Universität eine neue Disziplinarordnung, die Einführung des propädeutischen akademischen Unterrichts und die Unterbringung der Studenten in Kollegien.
1539 heiratete er Anna Schröder, mit der er vier Töchter hatte.